# Kassegaran-Schule
Die Kassegaran-Schule (persisch: مدرسه کاسه گران [mædɾɛsɛ jɛ kɑsɛɡæɾɑn]) ist eine historische Schule in Isfahan, Iran. Die Schule gehört zur Ära Safi II. Gemäß der Thuluth-Inschrift über dem Eingang ist sie im Jahre 1694 auf Befehl und unter Aufsicht von Amir Mohammad Mehdi Hakimolmolk Ardestani erbaut worden. Die Kassegaran-Schule hat eine schöne Architektur. Meisterhafte Keramikfliesen und eine wundervolle Kalligrafie haben zur Attraktivität des Ensembles beigetragen.